# Ivaiporã
Ivaiporã é um município brasileiro do estado do Paraná, localizado a 383 km de Curitiba. Com uma população de 32.720 habitantes, segundo o IBGE, a cidade é conhecida como um polo regional no Vale do Ivaí, destacando-se pela produção agrícola e seu desenvolvimento econômico. Entre os pontos turísticos, estão a Praça França, com uma réplica da Torre Eiffel, a Praça Espanha, com o seu chafariz, e a Praça do Japão, com o seu portão Torii e seu lago artificial. A cidade também abriga o Jardim Botânico de Ivaiporã, um espaço dedicado à preservação ambiental, além de duas grandes paróquias: Bom Jesus e Santíssima Mãe de Deus, localizadas respectivamente nas Avenidas Castelo Branco e Minas Gerais.

## História
Outrora povoada pelos índios Guaranis, a região da atual cidade de Ivaiporã foi colonizada por brasileiros de várias regiões do Brasil, na década de 1940. Estes pioneiros tinham como principal atividade, a criação de porcos e a exploração de madeira, principalmente os colonos oriundos de Santa Catarina (estes descendentes de ucranianos, poloneses, italianos e alemães). Por outro lado, os pioneiros oriundos de Minas Gerais, São Paulo e Bahia, investiram na agricultura, principalmente na plantação do café.
Mais tarde, a empresa "Colonizadora Ubá" recebeu a autorização de exploração das terras e organizou minifúndios, transformando a região num dos últimos eldorados do Paraná.
Na década de 1970, com o título de "capital mundial do milho", a cidade tinha como referências econômicas, a exploração de plantio de cereais, como o feijão, o milho, além do algodão, entre outros, sendo aberta várias cooperativas.
Em 1951, era conhecida como Distrito de Ivainópolis, recém desmembrada do distrito de Manuel Ribas e incorporado ao município de Pitanga. Em 1955, tornou-se distrito da cidade de Manoel Ribas, quando passa a ser denominada de Ivaiporã.
Em 25 de julho de 1960 é elevada a categoria de município.
Em 1995 os distritos Arapuã e Ariranha do Ivaí se desmembram do município, se tornando municípios, restando os 4 distritos de Ivaiporã: Distrito sede, Jacutinga, Alto Porã e Santa Bárbara
O município antes da denominação atual teve outras referências como Queimada, Cruzeiro, Sapecado, Ivainópolis e, finalmente, Ivaiporã em agosto de 1955, como distrito de Manoel Ribas.
Nos dias atuais Ivaiporã é uma cidade com ótimos índices de desenvolvimento, se destaca muito pela sua agricultura, sendo a capital do milho, hoje também possui um comércio muito bom, com muitas franquias de lojas na cidade como: Subway, Chiquinho Sorvetes, For Boys & For Girls, Americanas, Pernambucanas, Dog King, Gela boca, The Best Açaí, Colégio Objetivo, Farmácias Nissei, o cinema da cidade “Cine Ivaiporã” é muito mais, a cidade possui um projeto com 3 praças temáticas, a praça França, com a réplica da Torre Eiffel, a praça Japão com um lago, um portal, e uma casa temática, e a praça Espanha com um chafariz e muitas árvores.

## Geografia
Possui uma área é de 432,470 km² representando 0,217 % do estado, 0,0767  % da região e 0,0051 % de todo o território brasileiro. Localiza-se a uma latitude 24°14'52" sul e a uma longitude 51°41'06" oeste, estando a uma altitude de 692 m. Sua população foi estimada em 32 720 habitantes, conforme dados do IBGE de 2023.

### Demografia
Dados do censo - 2010
População total: 31.816  (32.720 - Censo IBGE 2022) 	
- Urbana: 27.438
- Rural: 4.378
- Homens: 15.420
- Mulheres: 16.396
- Mulheres na área urbana: 14.300
- Mulheres na área rural: 2.096
- Homens na área urbana: 13.138
- Homens na área rural: 2.282

Índice de Desenvolvimento Humano (IDH-M): 0,774
- IDH-M Renda: 0,673 (médio)
- IDH-M Longevidade: 0,774 (alto)
- IDH-M Educação: 0,876 (MUITO ALTO)

## Administração
- Prefeito: Luiz Carlos Gil (2021/2024)
- Vice-prefeito: Marcelo Reis
- Presidente da câmara: Gertrudes Bernardy (2021/2022)[9]

## Localização

### Acesso rodoviário
Como chegar a Ivaiporã a partir do Anel de Integração do Paraná: 
- Saindo de Londrina ou de Maringá, seguir em direção a Mandaguari pela BR-376 / PR-444);
- Em Mandaguari, seguir rumo sul, pela rodovia PRT-466, passando por Jandaia do Sul, Kaloré, Borrazópolis e Jardim Alegre, por aproximadamente 85 quilômetros.  Exceto por um trecho não pavimentado de 12,8 quilômetros entre Borrazópolis e a localidade de Porto Ubá, o restante do trecho entre Mandaguari e Jardim Alegre é percorrido por rodovias pavimentadas;
- Depois de Jardim Alegre, seguir por 2 quilômetros pavimentados no rumo sul e virar à esquerda no entroncamento com a PR-846, até chegar à cidade (pouco mais de 4 quilômetros, também pavimentados.

## Esportes
Tem como time de futebol o Ivaiporã Futsal que atualmente disputa a série prata do Campeonato Paranaense de Futsal.
Outras modalidades como o ciclismo, vólei, campeonato de futebol suíço veterano onde jogam homens acima de 35 anos de idade, é uma diversão a mais aos sábados.
No passado a cidade possuiu alguns clubes no Campeonato Paranaense de Futebol, como o Ivaiporã Atlético Clube, o Ivaiporã Futebol Clube, o Esporte Clube Ivaiporã e o Noroeste Ivaiporã Esporte Clube.